# Leon Lucy
Leon Lucy é um astrofísico britânico.